# Фикитешти (Бакау)
Фикитешти (рум. Fichitești) насеље је у Румунији у округу Бакау у општини Поду Туркулуј. Oпштина се налази на надморској висини од 97 m.

## Становништво
Према подацима из 2002. године у насељу је живело 110 становника, од којих су сви румунске националности.